# Саботажа
Саботажа (енгл. sabotage) је прикривена, спонтана или организована делатност којом се, на подмукао и перфидан начин, за краће или дуже време, онемогућава или омета нормално функционисање производних, управних и других делатности друштва (земље, државе) и, посредно или непосредно, проузрокују материјалне и морално-политичке последице.

## Карактеристике
Иако није ограничена временом и простором, нити обимом и учесталошћу, саботажа се најчешће јавља:
- у кризним ситуацијама, односно у време заоштрених међународних односа - у условима појачане политиче пропаганде и рата (психолошки рат);
- у периоду спровођења привредних и друштвених мера које погађају економске, политичке или националне интересе одређених слојева (национализација, колективизација, аграрна реформа, револуција);
- у случају непосредне ратне опасности, мобилизацијских припрема и преласка са мирнодопског у ратно стање. Може се вршити на разним секторима друштвеног живота ради дезорганизовања, застоја у раду и неизвршења плана.[1]

Последице саботаже могу бити веома тешке, и најчешће наступају постепено или прикривено. Саботажу могу вршити лица која у вршењу службене дужности или радне обавезе имају директан или индиректан приступ објекту саботаже. Неке видове саботаже (нпр. пасивну резистенцију) могу вршити скоро сви грађани одређене територије.
Зависно од циљева и политичке мотивације њених извршилаца, саботажа може бити у служби прогресивних (револуционарних), контрареволуционарних или страних, непријатељских снага. По свом облику саботажа је у свим случајевима готово иста; разликује се по томе колико је, у конкретном случају, масовна и спонтана, односно појединачна и везана за активност агената страних обавештајних служби или политичке емиграције (контрареволуционарни покрети и ратови).

## Врсте
Зависно од начина извршења, или пак приоритетних последица које изазивају, саботажа има више врста; најчешће може бити:
материјална и психолошка. Материјална се односи на оштећење средстава за производњу, односно производних објеката, знатних количина производа, робе или материјала, дезорганизацију и застој у производњи, неизвршење плана у државним и радним организацијама. Психолошка саботажа се односи на спровођење пасивне резистенције. Саботажа је један од облика борбе и отпора у условима стране окупације и пружа велике могућности грађанима да се активно ангажују против агресије.

## Правни аспект
Законодавства многих земаља квалификују саботажу као самостално кривично дело. По кривичном закону СФРЈ, саботажа је била кривично дело против народа и државе, које се састоји у неизвршењу или аљкавом вршењу службене дужности или радне обавезе, односно у оштећењу или упропашћавању средстава за производњу на прикривен и подмукао начин, због чега су наступиле предвиђене последице (кварење или уништење постројења, рушење или прављење несолидних грађевинских објеката, застој у раду и неизвршење плана у државним органима, установама и привредним организацијама). Сва та дела су саботажа када их учинилац врши у намери подривања државне власти или привреде. Ако нема такве намере, нема ни кривичног дела саботаже. Ако је саботажа извршена на војним објектима, починилац потпада под надлежност војног суда. Посебан вид саботаже у рату је диверзија.

## Индустријска акција
На почетку индустријске револуције, квалификовани радници попут лудита (1811-1812) користили су саботажу као средство преговора у радним споровима.
Синдикати као што су Индустријски радници света (IWW) заговарали су саботажу као средство самоодбране и директне акције против непоштених услова рада.
IWW је делимично обликован филозофијом индустријског синдикализма Биг Бил Хејвуда, а 1910. године Хејвуд је био изложен саботажама током турнеје по Европи:

Искуство које је имало најтрајнији утицај на Хејвуда било је присуствовање генералном штрајку Француских железница. Уморни од чекања да парламент поступи по њиховим захтевима, железничари су напустили свој посао широм земље. Француска влада је одговорила тако што је регрутовала штрајкаче у војску и потом им наредила да се врате на посао. Незастрашени, радници су почели да штрајкују. Одједном се чинило да ништа не могу учинити како треба. Кварљива роба је стајала недељама, били су застрањена и заборављена. Роба упућена у Париз бивала је преусмерена за Лион или Марсељ. Ова тактика - Французи су је назвали „саботажа” - донела је у штрајкачима остварење њихових захтева и импресионирала Била Хејвуда.

За IWW, значење саботаже jе проширено и на оригиналну употребу термина: било какво умањење ефикасности, укључујући успоравање, штрајк, радно подбацивање или креативно забушавање.
Један од најоштријих примера био је на градилишту хидроцентрале Роберт-Борас 1974. године у Квебеку у Канади, када су радници користили булдожере за рушење електричних генератора, оштетили резервоаре горива и запалили зграде. Пројекат је одложен за годину дана, а директна величина штете процењена је на два милиона канадских долара. Узроци нису били јасни, али наведена су три могућа фактора: међусиндикално ривалство, лоши услови рада и перципирана ароганција америчких руководилаца извођача радова, Бектел корпорације.

## Војна тактика
У рату, реч саботажа се користи да се опише активност појединца или групе која није повезана са војском страна у рату, као што је страни агент или домаћи присталица, посебно када акције доводе до уништења или оштећења продуктивних или виталних објеката, као што су опрема, фабрике, бране, јавни сервиси, складишта или логистички путеви. Главни примери такве саботаже су догађаји Црни Том и Кингсландска експлозија. Попут шпијуна, диверзанти који изводе војну операцију у цивилној одећи или непријатељским униформама иза непријатељских линија подлежу кривичном гоњењу и кривичним казнама уместо притвора као ратни заробљеници. Уобичајено је да влада која је на власти током рата или присталице ратне политике користе тај термин олако против противника рата. Слично томе, немачки националисти су говорили о убоду ножем у леђа који их је коштао губитка у Првом светском рату.
Савремени облик саботаже је дистрибуција софтвера намењеног оштећењу одређених индустријских система. На пример, америчка Централна обавештајна агенција (CIA) наводно је саботирала сибирски гасовод током Хладног рата, користећи информације из Опроштајног досијеа. Новији случај може бити компјутерски црв Стакснет, који је дизајниран да суптилно инфицира и оштети одређене типове индустријске опреме. На основу циљане опреме и локације заражених машина, стручњаци за безбедност верују да је реч о нападу на ирански нуклеарни програм од стране Сједињених Држава или Израела.
Саботажу, добро обављену, тешко је открити и тешко је ући у траг њеном пореклу. Током Другог светског рата, САД Федерални истражни биро (ФБИ) истражио је 19.649 случајева саботаже и закључио да непријатељ није изазвао ниједну од њих.
Саботажа у рату, према приручнику Службе за стратешке сервисе (OSS), варира од високо техничких  coup de main чинова који захтевају детаљно планирање и посебно обучене оператере, до безброј једноставних радњи које обични грађани-диверзанти могу да изврше. Једноставна саботажа се спроводи на начин да укључује минималну опасност од повреде, откривања и одмазде. Постоје две главне методе саботаже; физичко уништење и „људски елемент“. Док је физичко уништавање као метода само по себи разумљиво, његове мете су нијансиране, одражавајући објекте којима диверзант има нормалан и неупадљив приступ у свакодневном животу. „Људски елемент“ је заснован на универзалним приликама за доношење погрешних одлука, за усвајање несарадничког става и за подстицање других да следе њихов пример.